# Буонвичино
Буонвичи́но (итал. Buonvicino, греч. Βομβακίω) — город в Италии, располагается в регионе Калабрия, подчиняется административному центру Козенца.
Население составляет 122 538 человек, плотность населения составляет 850 чел./км². Занимает площадь 55 км². Почтовый индекс — 87020. Телефонный код — 0985.
Покровителем коммуны почитается святой Кириак из Буонвичино (San Ciriaco Abate). Праздник ежегодно празднуется 16, 17 и 19 сентября.